# رابی
رابی یک نام کوچک یا نام خانوادگی است. افراد شاخص با این نام از این قرارند:

## نام کوچک
- رابی امل (زادهٔ ۱۹۸۸)، هنرپیشه و بازیکن هاکی روی یخ اهل کانادا
- رابرت برنز (۱۷۵۹ – ۱۷۹۶)، معروف به رابی در بین اسکاتلندی‌ها، شاعر و ترانه‌سرای اسکاتلندی
- رابی کالترین (متولد ۱۹۵۰)، بازیگر اسکاتلندی
- رابی فاولر (زادهٔ ۱۹۷۵)، بازیکن فوتبال اهل انگلستان
- رابی کین (زادهٔ ۱۹۸۰)، بازیکن فوتبال اهل ایرلند
- روبی نویل(زادهٔ ۱۹۵۸)، موسیقی‌دان اهل ایالات متحده آمریکا
- رابی رابرتسون (زادهٔ ۱۹۴۳)، گیتارنواز، ترانه‌سرا، خواننده تهیه‌کننده، آهنگساز فیلم و فیلم‌نامه‌نویس اهل کانادا ا
- رابی راجرز (زاده ۱۹۸۷)، بازیکن فوتبال اهل ایالات متحده آمریکا
- رابی سوج (زادهٔ ۱۹۷۴)، بازیکن فوتبال اهل بریتانیا
- رابی ویلیامز (زادهٔ ۱۹۷۴)، هنرپیشه، خواننده و آوازنویس پاپ و راک اهل انگلیسی
- رابی بنسون (زادهٔ ۱۹۵۶)، بازیگر آمریکایی
- رابی گینپری (زاده ۱۹۸۲)، تنیس‌باز اهل ایالات متحده آمریکا
- رابی کریگر (زادهٔ ۱۹۴۶)، موسیقی‌دان و نویسنده اهل ایالات متحدهٔ آمریکا
- رابی مولر (۱۹۴۰ – ۲۰۱۸)، فیلم‌بردار هلندی

## نام خانوادگی
- مارگو رابی (زاده ۱۹۹۰)، بازیگر و تهیه‌کننده سینما و تلویزیون استرالیایی